# The McCoys
The McCoys fue una banda de rock estadounidense proveniente de Union City, Indiana, Estados Unidos formada en 1962. Son reconocidos por su exitoso sencillo "Hang on Sloopy", y por ser la primera banda del guitarrista y cantante Rick Derringer. Otros sencillos reconocidos de la banda incluyen "Fever" (Billboard #7) y "Come On Let's Go" (Billboard #21), cover de Ritchie Valens. Su nombre fue cambiado de Rick and the Raiders a The McCoys, tomado del lado B del exitoso disco de The Ventures " Walk, Don't Run " titulado "The McCoy".

## Carrera
Los miembros originales eran todos de Union City; sin embargo, los muchachos Zehringer eran inicialmente de Fort Recovery, Ohio. [1] Los miembros de la banda eran el guitarrista y cantante Richard Zehringer (más tarde conocido como Rick Derringer), su hermano Randy (más tarde conocido como Randy Z) en la batería y el bajista Dennis Kelly. Esta primera formación se conocía como The Rick Z Combo, y luego se la conocía como Rick and the Raiders. [1] Cuando Kelly se fue a la universidad, a los Zehringers se unieron el bajista Randy Jo Hobbs, el saxofonista Sean Michaels y el tecladista Ronnie Brandon. [2] Esta fue la formación que tomó el nombre de "The McCoys". Brandon dejó el grupo en 1965 y fue reemplazado por Bobby Peterson en los teclados.
Su éxito más conocido es " Hang On Sloopy ", que fue N°1 en los Estados Unidos en la lista Billboard Hot 100 en octubre de 1965 y es la canción oficial de rock del estado de Ohio. También es la canción de lucha no oficial de los Buckeyes de la Universidad Estatal de Ohio y las bandas de la OSU pueden onterpretarla en muchos eventos deportivos del estado de Ohio. Las ventas del sencillo solo en los Estados Unidos, superaron el millón de copias. [2] Otros éxitos incluyen un top 10 de " Fever " ( Billboard N.º 7) y un top 40 de "Come On, Let's Go" de Ritchie Valens ( Billboard N.º 21). Existe una versión en español que tuvo mucho éxito en México en 1965 por el grupo Los Johnny Jets, pero con el nombre de "Es Lupe".
Una versión de " Sorrow ", el lado B de su versión de "Fever", fue un éxito en el Reino Unido para The Merseys y luego fue interpretada por el camaleón David Bowie. [1] Su línea de apertura, "con tu largo cabello rubio y tus ojos azules" fue citada por George Harrison en el desvanecimiento de " It's All Too Much ", que aparece en la banda sonora de Yellow Submarine en 1969 .
"The McCoys" actuó como parte del espectáculo de Navidad de Murray the K el 18 de diciembre de 1965 en el Brooklyn Fox Theatre. También actuaron en el programa Peter & Gordon, Wilson Pickett, The Fortunes, The Moody Blues, The Toys, Lenny Welch, Cannibal & the Headhunters, The Vibrations, The Spinners, The O'Jays, Bloodless Revolutionaries, Patti Michaels, Bobby Diamond y Diane Langan. [3]
Los McCoy fueron etiquetados como sonido Bubblegum, un acto pop de chicle, para desdén de la banda. En 1967, después de la muerte de Bert Berns, The McCoys se liberó de Bang Records con la esperanza de grabar música más seria. Terminaron firmando un acuerdo con Mercury Records y grabaron sus dos últimos discos, Infinite McCoys (1968) y Human Ball (1969). Eran el intento de The McCoys de hacer música psicodélica que atraería a los oyentes maduros de la época. Ambos fueron un fracaso comercial y no se registraron en ninguna parte.
Los dos hermanos Zehringer (entonces conocido como Rick Derringer y Randy Z) y Hobbs se convirtieron Johnny Winter Band de los álbumes de Johnny Winter Y y en vivo Johnny Winter y en 1970 y 1971, respectivamente. [1] Al principio, se suponía que la banda se llamaría Johnny Winter & The McCoys, pero cambió debido a que la gerencia advirtió a Winter sobre su pasado de chicle y cómo podría dañar su reputación como músico serio. Como músicos de apoyo, tanto Derringer como Hobbs contribuyeron a los lanzamientos posteriores de Winter Still Alive and Well (1973), Saints & Sinners (1974) y John Dawson Winter III (1974). Derringer y Hobbs tocaron más tarde con Edgar Winter, así como apareció en Together: Edgar Winter y Johnny Winter Live (1976). [1] Hobbs luego estuvo de gira con Johnny Winter, pero sin Derringer, en Winter's Captured Live! (1976) Derringer también tocó con Steely Dan y Cyndi Lauper y formó bandas como DNA, con el baterista Carmine Appice .
Hobbs murió de insuficiencia cardíaca relacionada con las drogas el 5 de agosto de 1993 (cumpleaños de Derringer) a la edad de 45 años. Peterson murió en Gainesville, Florida, el 21 de julio de 1993 a la edad de 47 años.

## Discografía

### Álbumes
- Hang on Sloopy (1965)
- (You make Me feel) So Good (1966)
- Infinite McCoys (1969)
- Human Ball (1969)
- Hang On Sloopy – The Best of the McCoys (1995)

### Sencillos
- "Hang On Sloopy" (1965)
- "Fever" (1965)
- "C’mon let’s Go" (1966)
- "Up and Down" (1967)